# 南门桥 (桂林)

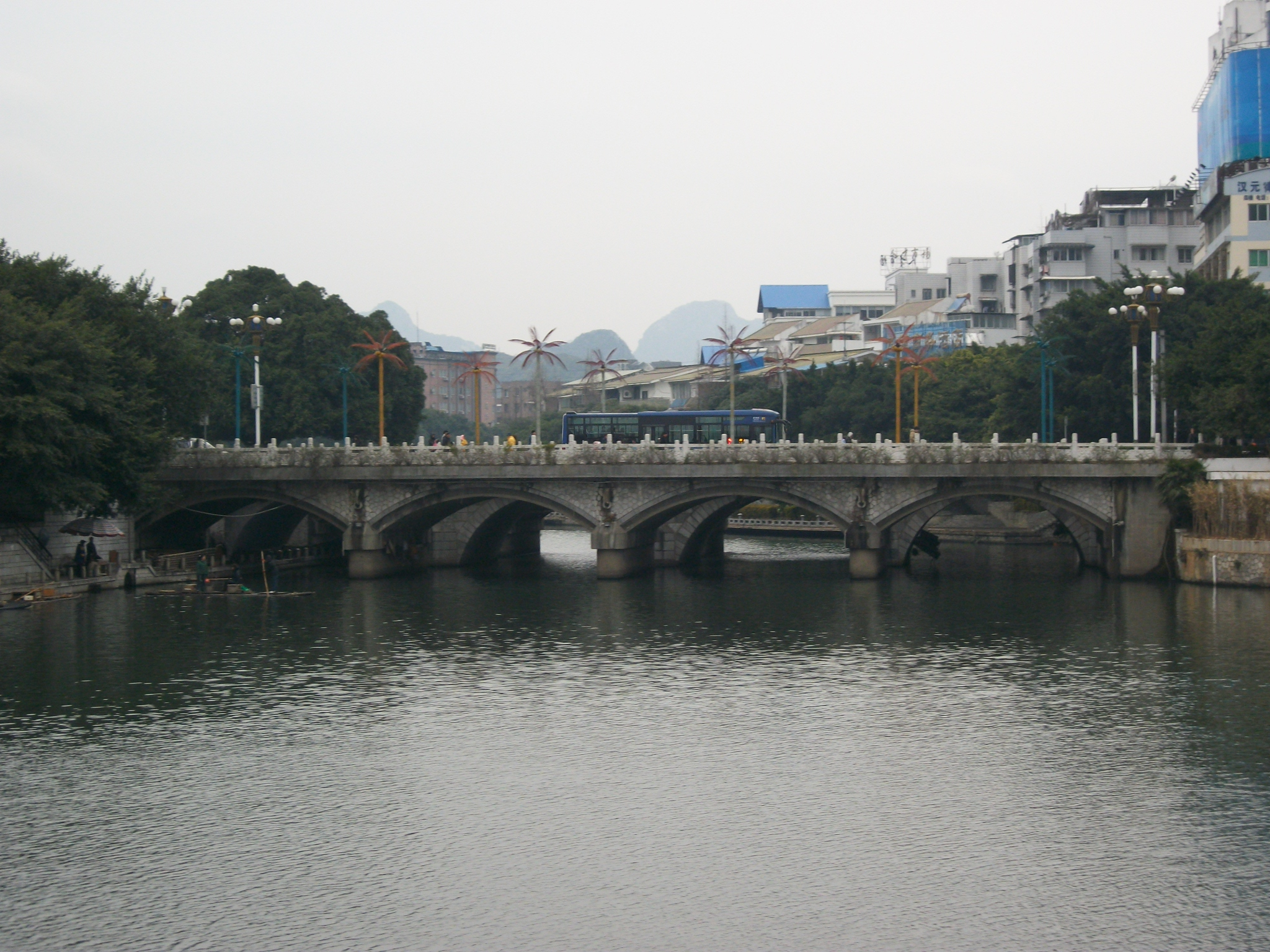
南门桥

南门桥位于中国广西桂林市象山区中山南路跨桃花江处。现在的桥梁可视作三座单独的桥梁并行，分多次修建而成。

## 历史
宋《静江府城池图》中已有该桥的标注，为南门外阳江（今桃花江）上的一座亭桥（拖板桥）。明洪武九年（1376年）建成一座二孔石拱桥，因坐落于当时桂林府宁远门外，故称“宁远桥”，又因宁远门为桂林城的南门，又名南门桥。正统甲子年（1444年）知府吴惠重修该桥，称“永宁桥”。民国33年（1944年）该桥被毁，民国35年（1946年）重建，当时善后救济总署广西分署出资修建，故命名“善济桥”。该桥长42米，宽12米。1976年桂林市市政工程处扩建该桥，是时桥面宽18米。1991年7月至1992年1月该桥再度扩建，在南端再建一拱，为一孔跨10米，宽14.4米的混凝土砌块拱桥，并与两侧四米处各修建一座4孔钢筋混凝土双曲拱桥，孔跨10米，宽14米。是时桥全长14.4米，总宽50.4米。中央的桥梁承载快车道，宽14米；两边的桥梁承载慢车道和人行道，慢车道各宽7米，人行道各宽4米，绿化带各宽1.3米，外悬的花池各宽1.6米。三桥共设汉白玉栏杆6道，路灯2排。
该桥由桂林市市政工程设计室设计，由桂林市市政工程公司、城市基础设施工程公司承担施工任务。总共耗资1450万元，其中319.5万元为桂林市150个单位12万多人的捐赠款，168.6万元为日本友人所捐赠。